# Мерперт, Моисей Петрович
Моисей Петрович Мерперт (1896—1967) — конструктор станков, лауреат Сталинской премии.

## Биография
С начала 1930-х гг. работал в ЭНИМС и на Московском заводе координатно-расточных станков (Московский завод внутришлифовальных станков (ЗВШС)), последняя должность — главный конструктор.
Автор универсального резьбошлифовального станка ММ 582 (1945).
В 1951 г., в период борьбы с космополитизмом, был отстранён от работ секретной тематики и перешёл в СКТБ (Специальное конструкторско-технологическое бюро проектирования металлорежущего инструмента и оборудования, будущий СКТБИ) начальником конструкторского отдела, занимавшегося проектированием станков для часовой промышленности.
В 1953 г. вернулся в ЭНИМС.
Кандидат технических наук, доцент. Преподавал в Станкоинструментальном институте.
Сталинская премия 1948 года — за разработку конструкции универсального резьбошлифовального станка большой точности.
Умер в 1967 году. Похоронен на Донском кладбище.

## Сочинения
- Прецизионные резьбошлифовальные станки [Текст] : Конструкция, изготовление, эксплуатация / М. П. Мерперт, канд. техн. наук. — 2-е изд., перераб. и доп. — Москва : Машгиз, 1962. — 303 с., 2 л. схем. : ил.; 26 см.
- Универсальный резьбошлифовальный станок ММ582 [Текст] / М. П. Мерперт, лауреат сталинской премии. — Москва : изд-во и 1-я тип. Машгиза, 1949 (Ленинград). — 87 с. : ил.; 23 см. — (Работы, удостоенные Сталинской премии).
- Резьбошлифовальные станки [Текст] / Лауреат Сталинской премии канд. техн. наук М. П. Мерперт. — Москва : Машгиз, 1955. — 156 с., 4 л. схем. : ил.; 22 см.
- Обзор технического развития зарубежного станкостроения [Текст] : Шлифовальные станки / М. П. Мерперт, А. И. Ривкин ; Гос. науч.-техн. ком-т Совета Министров СССР. ЦБТИ станкостроит. и инструм. пром-сти. — Москва : [б. и.], 1959. — 118 с. : ил.; 22 см.
- Развитие элементов конструкций шлифовальных станков за рубежом [Текст] : Обзор / Эксперим. науч.-исслед. ин-т металлорежущих станков. Центр. ин-т науч.-техн. информации машиностроения. — Москва : [б. и.], 1961. — 68 с. : ил.; 22 см.